# Windham (New Hampshire)
Windham ist eine Stadt (town) in New Hampshire in den Vereinigten Staaten. Sie liegt im Rockingham County. Im Jahr 2020 hatte Windham 15.817 Einwohner.

## Geographie
Windham liegt etwa 60 Kilometer nordnordwestlich von Boston am Cobbetts Pond, einem See, und im Einzugsgebiet des Merrimack River, nahe der Grenze zu Massachusetts. Im Osten führt die Interstate 93 an der Stadt vorbei.
Die höchsten Erhebungen in der Umgebung sind der Butterfield Rock mit 136 m und Jennys Hill mit 145 m.

## Geschichte
Das Land wurde ursprünglich von den Pawtucket zur Jagd genutzt. 1719 kamen Siedler aus Schottland und Irland in das Gebiet. 1742 wurde der Siedlung Eigenständigkeit gewährt. Der Name soll auf Charles Wyndham, 2. Earl of Egremont, einem guten Freund des Gouverneurs Benning Wentworth, zurückgehen. Für 1790 wurden 663 Einwohner gezählt.

## Sehenswürdigkeiten
1899 wurde das Armstrong Memorial Building errichtet. Bis 1997 war es die Stadtbibliothek, seitdem ist es das städtische Museum.
Der Millionär Edward Francis Searles (1841–1920) ließ von 1905 bis 1915 das Searles Castle, ein Herrenhaus im Tudorstil (nachempfunden dem Manor in Stanton Harcourt, Oxfordshire, Vereinigtes Königreich), und von 1907 bis 1909 die Searles School and Chapel errichten.
Zu den Sehenswürdigkeiten gehört auch das historische Ortszentrum.

## Persönlichkeiten
- Samuel Dinsmoor (1766–1835), Politiker und 14. Gouverneur von New Hampshire
- Corey Lewandowski (* 1973), Präsidentenberater

## Galerie

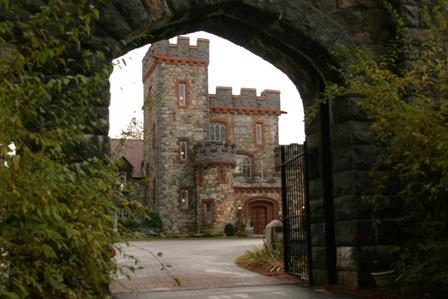
Searles Castle
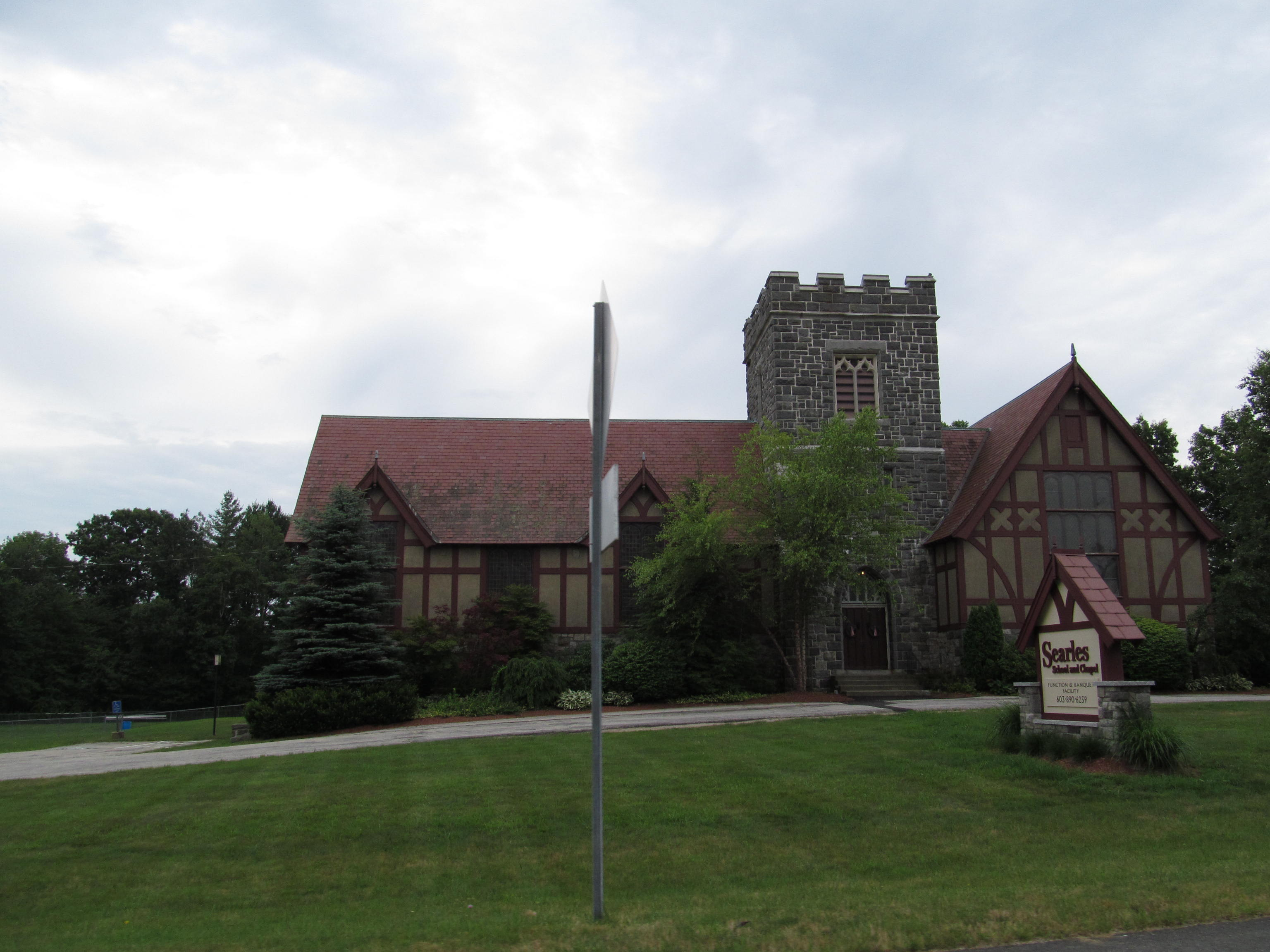
Searles School and Chapel
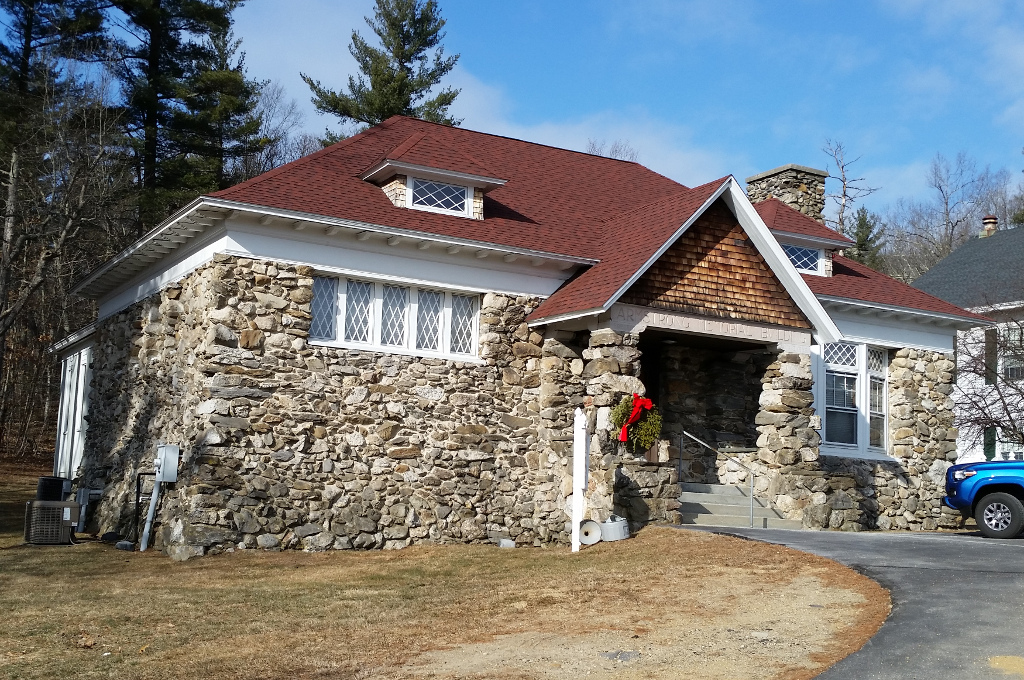
Armstrong Memorial Hall
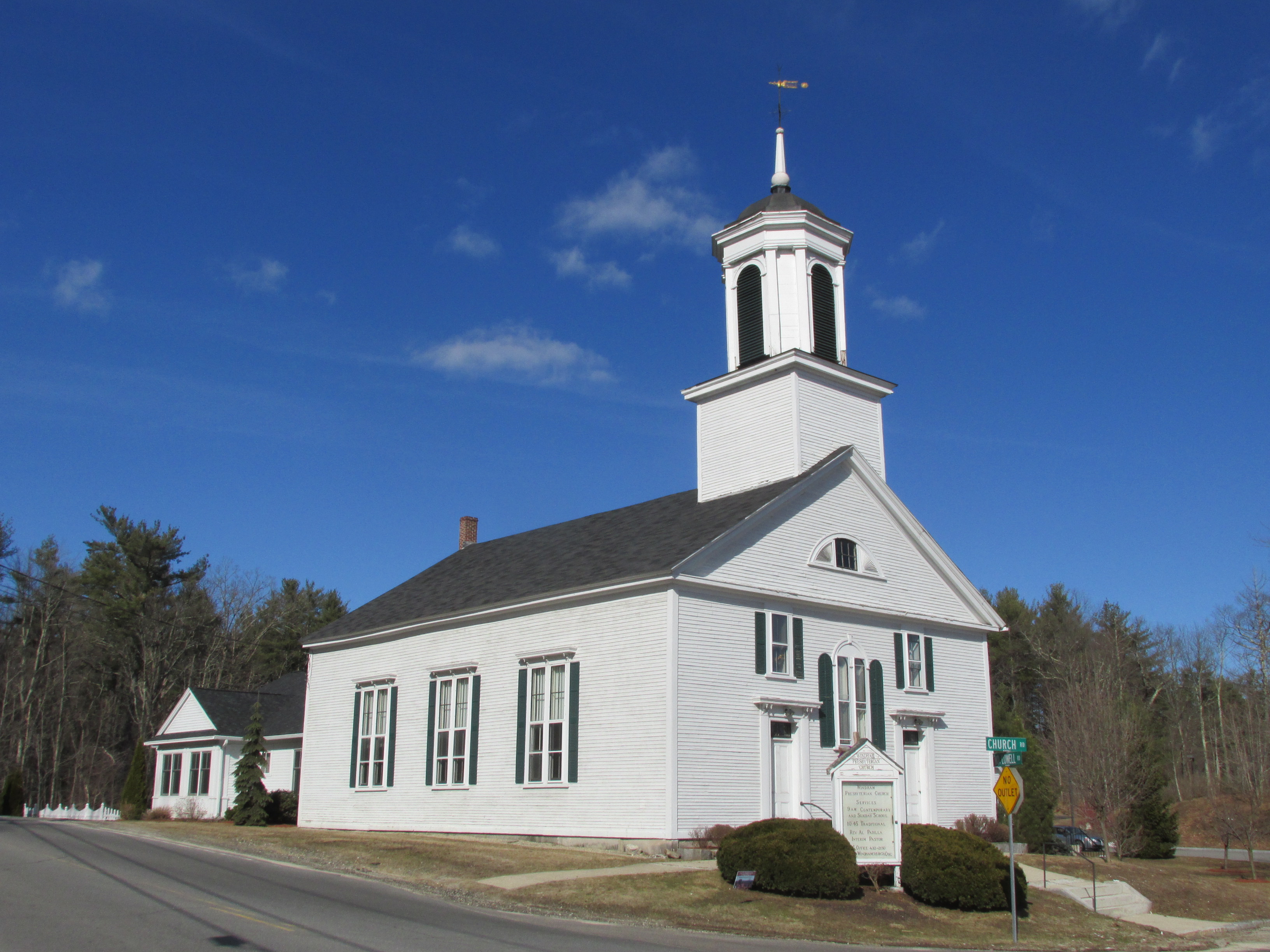
Reformierte Kirche
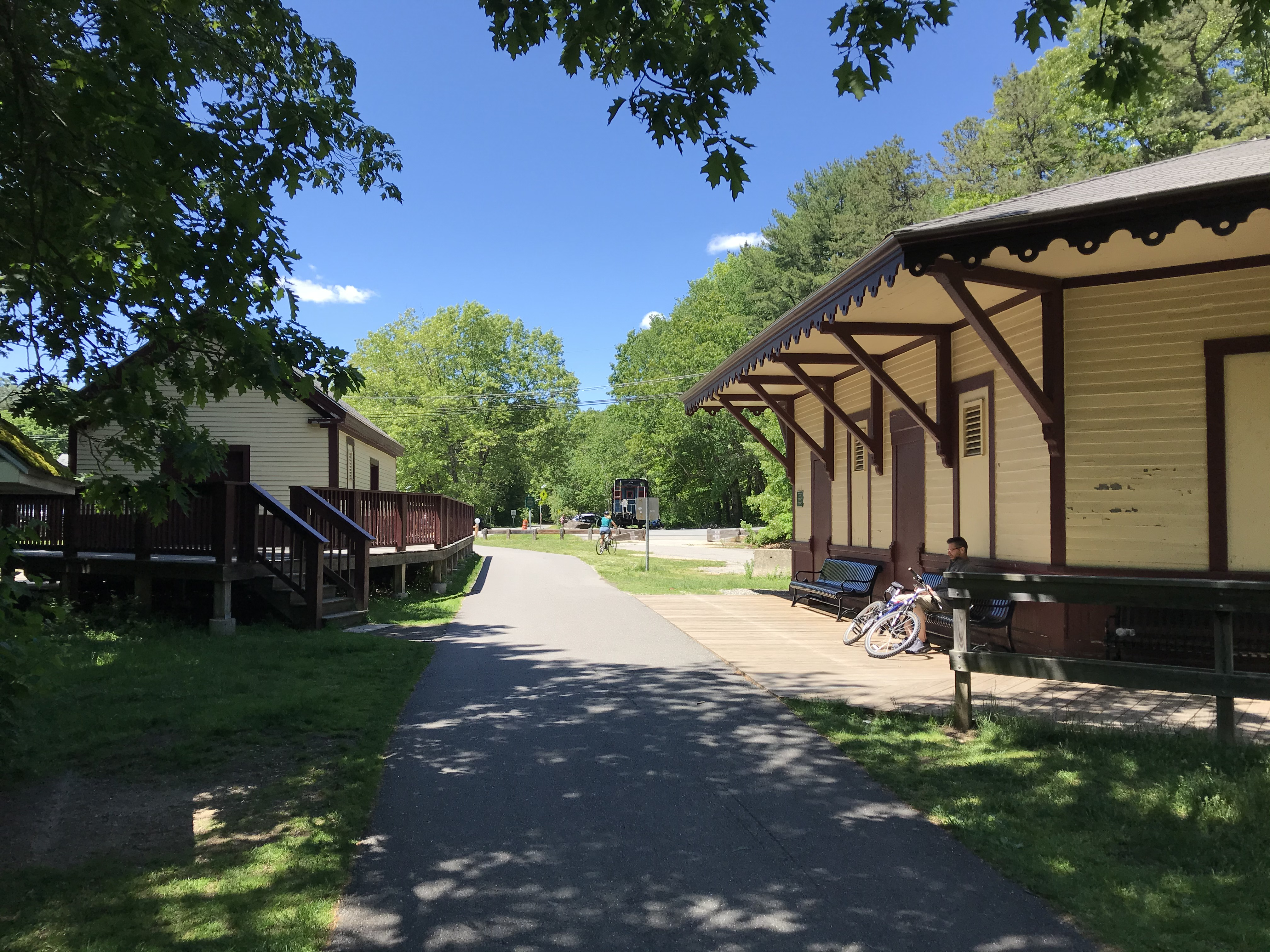
Bahnhof/Lokschuppen